# Українська абетка. Малюнки Георгія Нарбута (2020)
«Українська абетка. Малюнки Георгія Нарбута» (2020) — науково-популярне видання із зображеннями відомих літер української абетки Георгія Нарбута, репродукованих з оригіналів: 14 літер з абетки 1917 року і 3 літери з абетки 1919 року. У книзі 64 сторінки і 77 ілюстрацій. Видання здійснено до 100-ліття від дня смерті Георгія Нарбута.

## Творці книги
- Автор передмови – мистецтвознавець Маркіян Філевич.
- Упорядник – видавець, кандидат філософських наук Олександр Савчук.
- Художнє оформлення – каліграф і дизайнер Олексій Чекаль.

## Структура передмови
- Історія створення, видання та експонування
- Впливи
- Дослідження «Української абетки» Георгія Нарбута  Аналіз малюнків «Української абетки» 1917 року (А, Б, В, Г, З, И(І), К, Л, М, Н, О, С, Ф, Ч, обкладинка)
- Шрифти в «Абетці»
- Малюнки до «Абетки» 1919 року (А, Б, В)

## Олександр Савчук про видання книги[2]
Так сталося, що оригінальні аркуші абетки збереглися, а от повноцінного спеціалізованого видання так і не створили. Ідея повного зібрання всіх аркушів «Абетки» – є очевидною і  захоплює, як сюжет чарівної казки чи комп'ютерної гри, коли треба по перлинках зібрати справжній скарб – одну з вершин доробку Майстра.
Власними зусиллями вдалося розвідати, що більшість літер знаходиться у Харкові, три — в Києві, дві — в Сумах і одна — в Івано-Франківську.

На щастя, всі у хорошому стані. Крім того, що «Абетки» було дві – 1917 (14 літер з обкладинкою) і 1919 року (3 літери), ще були випущені пробні друкарські відбитки, які Нарбут розфарбовував. Розфарбовані, або ілюміновані, аркуші експонувалися на відкритті Академії мистецтв у Києві, а згодом, на початку 1918 року, були знищені пожежею в будинку Михайла Грушевського. З ілюмінованих літер «вижили» аркуші «ИІ», «О» та «С». Отже, всі оригінали обох абеток та збережені ілюміновані друкарські відбитки нарешті опинилися в одному виданні.

## Нагороди
2020 р. - Гран-Прі Best Book Award 2020 27-го BookForum у Львові «За перше повне видання видатної пам'ятки української графіки у досконалому мистецькому оформленні та поліграфічному виконанні».